# Anguy

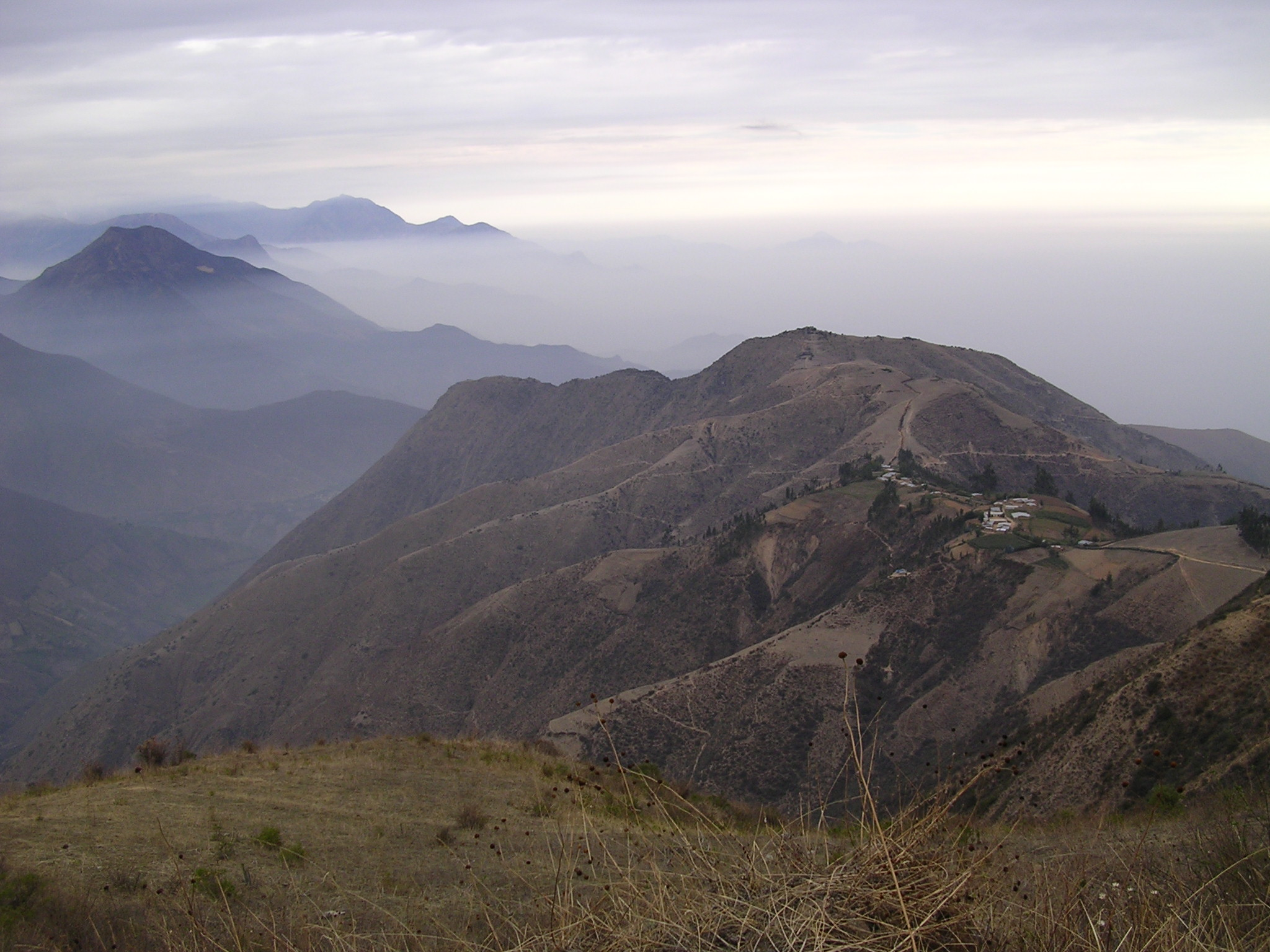
Anguy, desde Bellavista, en temporada seca

Caserío del Distrito de Cáceres del Perú, situado a 2700 m de altitud, compuesto por medio centenar de familias. Es una típica población altoandina; sus principales actividades son agrícolas y ganaderas. Cuando los pastos naturales, las familias llevan su ganado a los cerros cercanos, especialmente a Pucapampa -loma abajo-, donde se instalan en vaquerías, de apariencia pintoresca, a pesar de la rigurosidad de la subsistencia.
La zona fue ocupada desde tiempos preincas, como lo muestran los vestigios de Sardo y Estaca.
El núcleo de vivienda está asentado sobre el lomo de un cerro arcilloso/arenoso, donde destacan a la vista sus árboles de eucalipto.
El cerro Estaca lo oculta a la vista desde la capital del distrito, Jimbe; por la misma razón no reciben nítidas las señales de radio y TV locales.
Cuentan con escuela de primaria, local comunal y campo de deportes. No tienen posta médica ni colegio de secundaria. Por su calle única atraviesa la carretera rural hacia en empalme en la cordillera con la carretera de mantenimiento que va hacia Huallanca desde Chimbote. Ascendiendo por la misma carretera se pasa después por los caseríos de Bellavista y Rayán.
Algunas personas mayores son ya los últimos artesanos que permanecen en el manejo del telar.
Tierra de músicos y cantores, tienen su máxima expresión en la afamada banda folclórica "Armonía Anguy".
- Datos: Q2887463